# Sakurajima
Il Sakurajima (桜島?) è un vulcano attivo, situato sull’omonima penisola della prefettura di Kagoshima, nel Giappone sud-occidentale.

## Descrizione

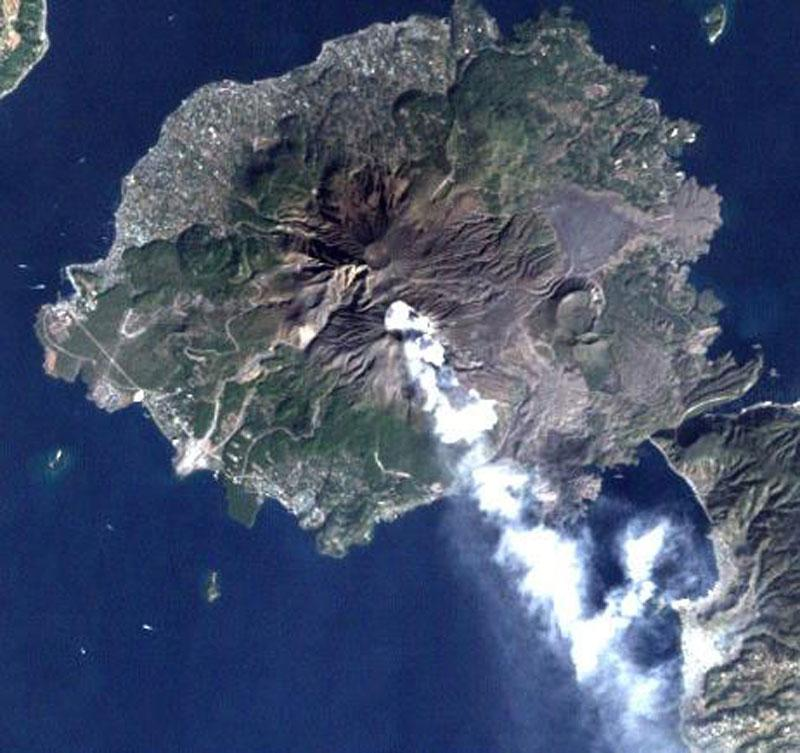
Immagine landsat del Sakurajima

È uno stratovulcano con la cima divisa in tre picchi: il Kitadake a nord (inattivo da almeno 4900 anni, è il più alto: 1117 m s.l.m.), il Nakadake al centro e il Minamidake a sud, unico picco tuttora attivo. La superficie della penisola è di circa 77 km quadrati. Il monte si trova in una parte della baia di Kagoshima chiamata Baia di Kinko; la stessa penisola, inoltre, fa parte del territorio amministrativo della città di Kagoshima. Il nome, tradotto dal giapponese, significa "isola dei ciliegi" (Sakura = ciliegio, jima o shima = isola), per via dell'abbondante presenza di questi alberi.
Nel 1914, il vulcano ebbe una violentissima eruzione che seppellì di lava i villaggi circostanti e il cui deposito unì l'allora isola alla vicina Penisola di Osumi. L'attività vulcanica continua tutt'oggi, e consiste soprattutto nell'emissione di cenere che ricopre i dintorni del monte, oltre alla stessa Kagoshima. Nello specifico, nel 2013 è ripresa l'attività eruttiva, caratterizzata da colonne di cenere che si sono innalzate per 5.000 metri per poi riversarsi sul già citato centro abitato di Kagoshima.

## Storia
Il Sakurajima è situato nella caldera di Aira, grande più di 20 km e formatasi a causa di una catastrofica eruzione circa 22.000 anni fa. In quell'occasione furono espulsi varie centinaia di km cubici di cenere e pomice, causando lo sprofondamento del preesistente edificio vulcanico nella camera magmatica, poi invasa dall'acqua marina, e creando le vastissime distese di sabbia bianca della regione. Il vulcano, che ha un'età approssimativa di 13.000 anni (dunque, geologicamente giovanissimo), sorge ad 8 km a S del centro della caldera, e la prima eruzione storica documentata risalirebbe al 963 d.C. La maggior parte delle eruzioni sono di tipo stromboliano (concernenti, cioè, solo le parti sommitali), ma grandi eruzioni pliniane (altamente distruttive) si sono verificate nel 1471-76, 1779-82 e nel 1914.

## L'eruzione del 1914
L'eruzione del 1914 è stata la più potente eruzione vulcanica del XX secolo mai avvenuta in Giappone, e le colate prodotte in essa unirono il vulcano alla terraferma. Prima di quell'anno, il vulcano era stato quiescente per più di un secolo. Testimone dell'evento fu il vulcanologo statunitense Frank Alvord Perret.
L'eruzione iniziò l'11 gennaio 1914. Allarmata dai frequenti terremoti che da qualche tempo si avvertivano in maniera sempre più crescente, la popolazione s'era già messa al sicuro. Il vulcano dapprima manifestò una serie di forti esplosioni che crearono un'altissima nube eruttiva, poi generò imponenti colate laviche che si riunirono ben presto in un unico fiume di fuoco liquido. Il 13 gennaio, un violentissimo terremoto uccise 35 persone. Durante la fase finale dell'eruzione, la Caldera di Aira fu sommersa per 60 cm, a causa della subsidenza del suolo dovuta allo svuotamento della camera magmatica. Il fatto che tale subsidenza si sia verificata al centro della caldera, e non sotto il Sakurajima stesso, testimonia che il vulcano sia rifornito di magma dalle stesse "sacche" che alimentavano l'antica caldera.

## Stato attuale
Dopo il 1914, il Sakurajima entrò nuovamente in eruzione nel 1955, costringendo nuovamente gli abitanti a lasciare la zona. Cinque anni dopo, sulla montagna fu eretto l'omonimo Osservatorio Vulcanologico, al fine di monitorare il vulcano e di prevederne le eruzioni: nella zona intorno ad esso vivono non meno di 680,000 persone, e la stessa Kagoshima si trova a soli 8 km dalla bocca del vulcano. Sono stati costruiti appositi rifugi nei dintorni della città, al sicuro da colate piroclastiche e dalla pioggia dei lapilli, ove le persone possono mettersi al sicuro nel più breve tempo possibile grazie ad adeguatissimi ed efficientissimi piani d'evacuazione, che scattano con il suono di una sirena.
Dopo l'ultima, significativa eruzione nel 1991 e quelle più recenti del maggio 2009 e dell'agosto 2013, il Sakurajima è entrato nella lista denominata "Decade Vulcano", un progetto che riguarda lo studio approfondito di 16 vulcani, sparsi intorno alla Terra, le cui condizioni geologico-ambientali possono essere utili alla comprensione delle dinamiche eruttive e dei disastri ad esse collegati.
Il Sakurajima fa parte attualmente del Parco Nazionale Kirishima-Yaku, ed è meta abituale di molti turisti.